# Jaskinia Maleńka w Smreczyńskim Wierchu

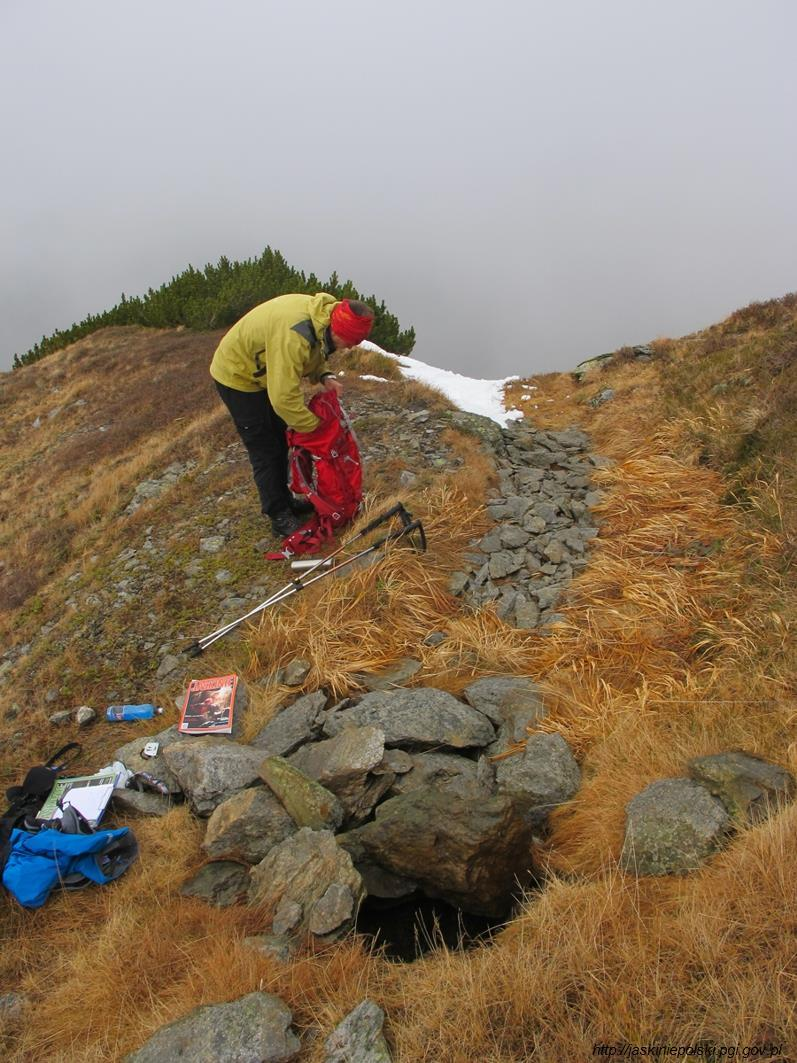
Otwór jaskini

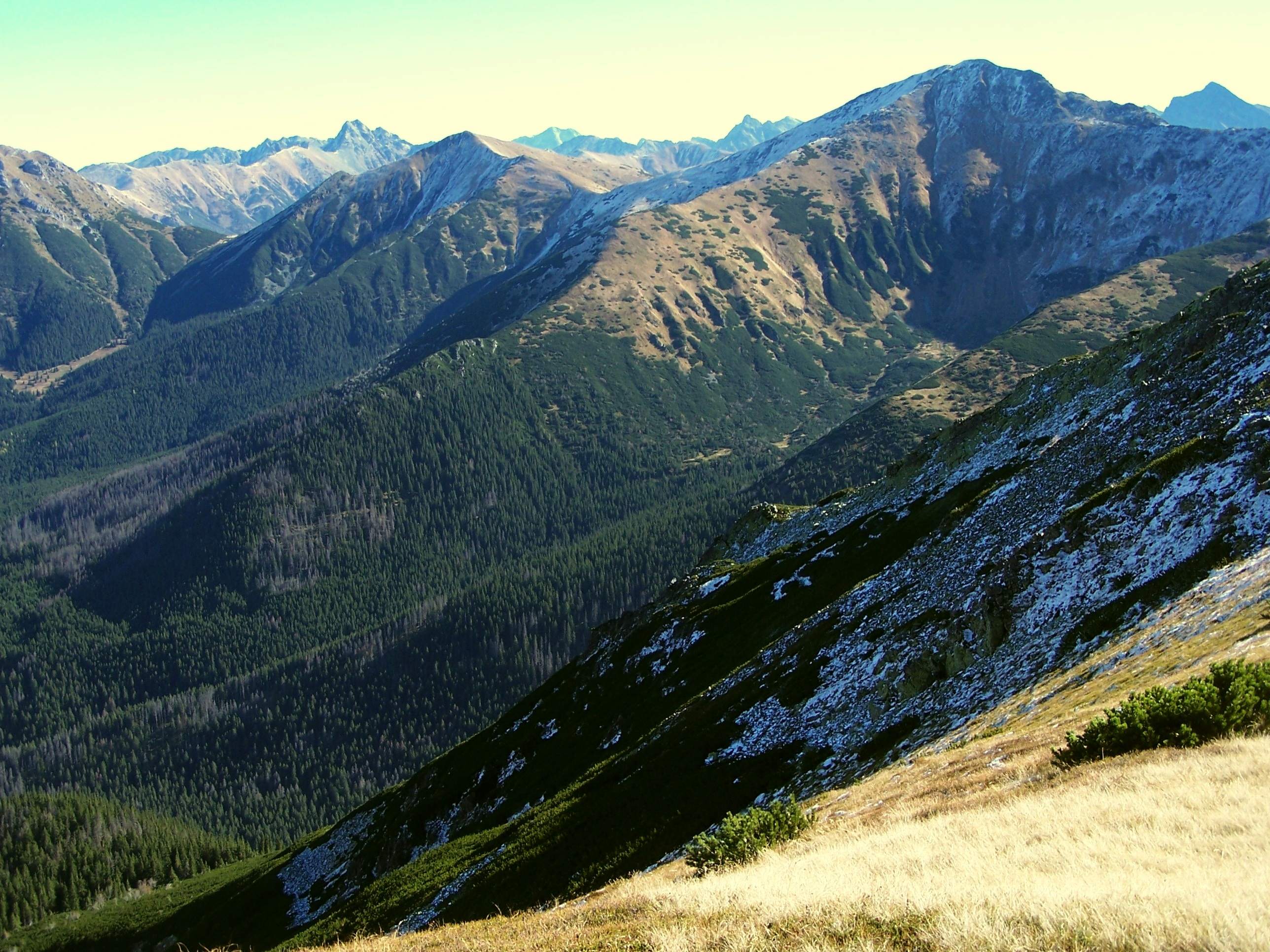
Smreczyński Wierch i opadający z niego Skrajny Smreczyński Grzbiet

Jaskinia Maleńka w Smreczyńskim Wierchu – jaskinia w Dolinie Tomanowej w Tatrach Zachodnich. Wejście do niej znajduje się w Skrajnym Smreczyńskim Grzbiecie, blisko jego osi, na wysokości 1852 metry n.p.m. Długość jaskini wynosi 5 metrów, a jej deniwelacja 2,5 metrów.

## Opis jaskini
Jaskinię stanowi niewielka sala o pochylonym dnie, nazwana Salą Szczerbówki Ksieni, do której prowadzi mały otwór wejściowy. Przechodzi ona w krótki i wąski korytarz kończący się ślepo po 2 metrach.

## Przyroda
W jaskini nie ma nacieków. Ściany są wilgotne, brak jest na nich roślinności. W sali zaobserwowano motyle z gatunku Szczerbówka Ksieni, stąd jej nazwa.

## Historia odkryć
Jaskinię odkrył A. Kepel w 1992 roku. Jej pierwszy plan i opis sporządzili A. Kepel, E. Olejnik i J. Strzelczyk w 1993 roku.